# The Varukers
The Varukers est un groupe britannique de punk hardcore, originaire de Leamington Spa. Il est formé en 1979 par le chanteur Anthony « Rat » Martin. Ils ont produit leurs enregistrements les plus influents au début des années 1980. Le groupe est proche du D-beat, le style musical de Discharge. À l'instar de Discharge, les paroles des Varukers véhiculent une idéologie politique anarchiste.

## Historique
Initialement connu sous le nom de « Veruccas » (les verrues), le groupe a modifié l'orthographe de son nom en « Varukers » pour transmettre plus d'agressivité. À leur création, au début des années 1980, ils faisaient partie d'une tendance plus large connue sous le nom UK 82, second generation punk ou punk hardcore au Royaume-Uni. Des groupes tels que Varukers, Discharge, Chaos UK, Amebix et Charged GBH ont mélangé le son punk de l'époque de 1977 avec les rythmes de batterie rapides et lourds et le son de guitare saturée de la nouvelle vague du heavy metal britannique (NWOBHM), tels que Motörhead. Le nouveau style, plus radical, a également tendance à utiliser des paroles beaucoup plus sombres, plus nihilistes et plus violentes, et les chants étaient souvent criés plutôt que chantés.
Les Varukers se séparent en 1989. Mais dès 1990, le chanteur Rat et le guitariste Biff remontent le groupe avec Graham Kerr et Kevin Frost. Leur style de musique, pendant les années 1990, ressemblait au style traditionnel UK82. Étant donné que le groupe avait d'anciens membres de Discharge, un son D-beat est développé au fil du temps. Le groupe a traversé de nombreux changements de musiciens au fil des années, le seul membre constant étant Rat en chant ainsi que le guitariste Biff, avec le groupe depuis 1985.
Même avec Rat en partageant son temps entre les Varukers et Discharge et Biff en partageant son temps avec Sick on the Bus. Les Varukers continuent de tourner. Ils ont partagé la vedette avec des groupes tels que Broken Bones, The Adicts, Vice Squad et GBH lors du festival British Invasion 2k6 à San Bernardino, en Californie, qui s'est terminé par des émeutes. Kevin Frost est revenu depuis à la batterie en remplacement de Stick Dickens en octobre 2016. Ils écrivent de nouveaux morceaux pour un nouvel album intitulé Damned and Defiant qui sera diffusé en octobre 2017.

## Membres
- Anthony « Rat » Martin - chant
- Ian « Biff » Smith - guitare
- Brian Ansell - basse
- Kevin Frost - batterie

## Discographie

### Albums studio
- 1983 : Bloodsuckers (no. 8[4])
- 1984 : One Struggle, One Fight
- 1995 : Still Bollox But Still Here
- 1998 : Murder
- 2000 : How Do You Sleep???????
- 2009 : Killing Myself to Live
- 2017 : Damned and defiant

### Albums live
- 1985 : Live In Holland
- 1994 : Live In Leeds 1984

### Singles et EP
- The Varukers E.P. (1981) EP - no. 31
- I Don't Wanna Be a Victim (1982) EP - no. 15
- Die for Your Government (1982) single - no. 5
- Massacred Millions (1984) EP - no. 30
- Led to the Slaughter (1984) EP - no. 24
- No Hope Of A Future / Never Again (1984) single
- Another Religion, Another War (1984) EP - no. 47
- Nothing Changed (1994) EP
- Humanity (1996) EP
- Blood Money (2016) EP
- Die For Your Government (2017) single

### Compilations
- Prepare for the Attack (1986) LP
- Deadly Games (1994) LP/CD
- Bloodsuckers / Prepare For The Attack (1995) CD
- The Punk Singles 1981-1985 (1996) CD
- The Riot City Years: '83-'84 (2001) CD
- Vintage Varukers - Rare And Unreleased - 1980 - 1985 (2001) LP/CD
- Massacred Millions (2001) CD
- 1980–2005: Collection Of 25 Years (2006) CD
- No Masters No Slaves (2007) CD
- The Retch Files Volume 1 (2008) CD
- The Damnation Of Our Species (2011) CD
- 1984-2000 (2013) CD
- The Varukers (2013) LP